# IEEE P1363
IEEE 802.22는 공개 키 암호 방식을 위한 전기 전자 기술자 협회(IEEE)의 표준화 프로젝트이다.

## 포함 규약
- 기존 공개키 방식(IEEE Std 1363-2000 and 1363a-2004)
- 격자기반 공개키 방식(IEEE Std 1363.1-2008)
- 비밀번호 기반 공개키 방식(IEEE Std 1363.2-2008)
- 페어링을 사용한 ID 기반 공개키 방식(P1363.3)

## 그룹 의장
- 버트 캘리스키(1994 ~ 1999) : RSA 시큐리티
- 애리 싱어(1999 ~ 2001) : NTRU
- 윌리엄 와이트(2001 ~ ) : NTRU 크립토시스템